# Symbioceen
Het Symbioceen (van het Griekse woord sumbiose, of gezelschap) is een door milieufilosoof Glenn Albrecht voorgesteld tijdperk waarin mens, natuur en technologie samen een nieuwe balans creëren. Dit tijdperk zou kunnen volgen na het einde van het Antropoceen, het tijdperk waarin de aanzienlijke menselijke impact op de geologie en het ecosysteem van de aarde centraal staat.
In de biologie staat de term symbiose voor het langdurig samenleven van twee of meer organismen van verschillende soorten. Dit samenleven is daarbij voor ten minste een van de organismen gunstig, of zelfs noodzakelijk. Het symbioceen is dan de fase waarin de mens leert van de natuur en er mee gaat samenwerken, als in een symbiotische relatie waarin geen van beide partijen de overhand heeft.
In de praktijk werd hier invulling aan gegeven door kunstenaars als Jalila Essaïdi met het Bio-Art Village. In de Vrije Universiteit in Amsterdam was in november 2022 de tentoonstelling 'Natural Technology. Welcome to the Symbiocene' te zien, met als deelnemende kunstenaars Jelle Korevaar, Tabita Rezaire, Wanda Tuerlinckx en Christiaan Zwanikken. Ook tijdens de Dutch Design Week in Eindhoven van 2022 was er aandacht voor het symbioceen. BioArt Laboratories uit Eindhoven - een instelling voor biologische kunsten die de belangrijkste principes van het symbioceen wil verkennen - opende toen haar deuren voor het publiek. Op 23 november 2022 was er in Pakhuis de Zwijger in Amsterdam een Meet Up gewijd aan het symbioceen.